# Jan Frederik Gronovius
Jan Frederik Gronovius (znany także jako Johann Frederik i Johannes Fredericus) (ur. 10 lutego 1686 w Lejdzie, zm. 10 lipca 1762 tamże) – holenderski botanik, mecenas Karola Linneusza.
W latach 1739–1743 opublikował Flora Virginica bazując na materiałach zielnikowych i notatkach Johna Claytona (bez jego wiedzy).
Był synem Jakoba Gronoviusa i wnukiem Johanna Friedricha Gronoviusa, także naukowców. W 1719 ożenił się z Margarethą Christiną Trigland (zm. 1726), a następnie z w 1729 z Johanną Susanną Alensoon. Jego syn, Laurens Theodoor Gronovius (1730-1777), był także botanikiem.
Taksony, które Jan Frederik Gronovius opisał jako pierwszy oznaczone są cytatem – Gronov.